# Federigo Fiorillo
Federigo Fiorillo, född 1755, död 1823, var en italiensk violinist. Han var son till operakompositören Ignazio Fiorillo, som verkade i Kassel och Braunschweig som hovkapellmästare.
Fiorillo blev kapellmästare i Riga och konserterade sedan som violinist och bratschist i Paris och London. Han komponerade en mängd verk för violin. Kända är hans klassiska 36 kapriser.

## Diskografi
År 2023 spelade den italienske violisten Marco Misciagna in världspremiären av 36 Caprices op.3 av Fiorillo i version för viola av sig själv.